# Promutuel Assurance
Promutuel Assurance ou Groupe Promutuel, fédération de sociétés mutuelles d'assurance générale, est une compagnie d'assurance québécoise.
En 2023, son volume d’affaires et son actif se chiffrent respectivement à 1 153 000 000 $ et 1 859 000 000 $.

## Histoire
La première mutuelle d’assurance à l’origine du Groupe Promutuel voit le jour en 1852 à Huntingdon, au Québec, à l’initiative d’un groupe formé d’importants agriculteurs et notables.

### Naissance et essor de la mutualité en assurance

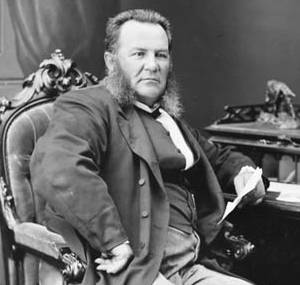
Le médecin Luc-Hyacinthe Masson (1811-1880), l'un des fondateurs de Promutuel Assurance, a participé à la Rébellion des Patriotes de 1837-1838.

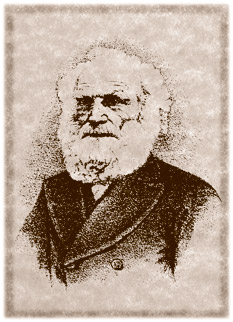
Louis Hainault (1813-1880) notaire, a aussi participé à la Rébellion des Patriotes.

À Huntingdon, en 1852, un groupe de cultivateurs et de notables villageois fondent la Compagnie d’assurance mutuelle contre le feu du comté de Beauharnois. Parmi les fondateurs les plus connus, on retrouve le notaire Louis Hainault, de Beauharnois, et le médecin Luc-Hyacinthe Masson, de Saint-Anicet.

### Compagnie d’assurance mutuelle contre le feu du comté de Beauharnois
Les mutuelles d’assurance agricole se sont fortement développées entre 1900 et 1956.
Par la suite, aux biens immobiliers uniquement assurés par les mutuelles, la Loi sur les assurances autorisa la possibilité d’assurer divers éléments de contenu. La multiplication au cours de ces années est remarquable pour atteindre un point culminant en 1946 où l’on dénombrait 327 mutuelles d’assurance au Québec.
Membres du premier conseil d’administration de 1852
| Nom                  | Occupation             | Lieu de naissance |
| -------------------- | ---------------------- | ----------------- |
| David Baker          | Marchand               | Haut-Canada       |
| Louis Haineault      | Notaire                | Bas-Canada        |
| Archibald Henderson  | Cultivateur            | Canada-Unis       |
| Luc-Hyacinthe Masson | Médecin                | Bas-Canada        |
| David K. Lighthall   | « Register of county » | États-Unis        |
| John McDonald        | N/d                    | N/d               |
| John McGill          | Marchand               | Irlande           |
| Peter McNaughton     | Cultivateur            | Écosse            |
| James Reid           | Cultivateur            | Écosse            |

### Fédération de mutuelles
Deux objectifs ont présidé à la création de la Fédération : organiser les services nécessaires pour assurer la bonne marche des mutuelles-incendie et fonder une société de réassurance. En 1971, la Fédération obtient son incorporation en vertu de la Loi sur les compagnies. En 1975, soit quelque 20 ans après la fondation de la Fédération, 174 mutuelles sur 240 en sont membres.
Le 14 avril 1976 se concrétise le projet de création de la Société mutuelle de réassurance du Québec, connue depuis sous le nom de Promutuel Réassurance.
En 1986, l’appellation Groupe Promutuel est adoptée pour désigner l’ensemble du mouvement : les sociétés mutuelles, la Fédération, les filiales et les corporations. De 1989 à 2012, Promutuel a intégré l’assurance de personnes à ses activités pour finalement conclure une entente de partenariat avec La Capitale.
Promutuel Assurance est composée de 13 sociétés mutuelles réparties sur l'ensemble du territoire québécois :
| Mutuelle                     | Siège                                                              | Volume de primes brutes (2023) |
| ---------------------------- | ------------------------------------------------------------------ | ------------------------------ |
| Côte-Sud                     | 113, route du Président-Kennedy Lévis (Québec) G6V 6C8             | 104.6M$                        |
| Bagot                        | 1840, rang Saint-Édouard Saint-Liboire (Québec) J0H 1R0            | 40.1M$                         |
| Boréale                      | 282, 1re Avenue Est Amos (Québec) J9T 1H3                          | 73.6M$                         |
| Centre-Sud                   | 15, rue J.-A.-Bombardier A-440 Sherbrooke (Québec) J1L 0H8         | 77.8M$                         |
| de l'Estuaire                | 149, rue Saint-Germain Est Rimouski (Québec) G5L 1A9               | 87.4M$                         |
| Deux-Montagnes               | 200, rue Dubois Saint-Eustache (Québec) J7P 4W9                    | 47.9M$                         |
| du Lac au Fleuve             | 951, boulevard Mgr-de-Laval Baie-Saint-Paul (Québec) G3Z 2W3       | 101.8M$                        |
| du St-Laurent aux Appalaches | 48, boulevard Taschereau La Prairie (Québec) J5R 6C1               | 255.5M$                        |
| Horizon Ouest                | 465, avenue Saint-Charles Vaudreuil-Dorion (Québec) J7V 2N4        | 51.5M$                         |
| Lanaudière                   | 1075, boulevard Firestone, bur. 4100 Joliette (Québec) J6E 6X6     | 64.4M$                         |
| Les Bâtisseurs               | 257, boulevard du Centenaire Saint-Basile (Québec) G0A 3G0         | 129.3M$                        |
| Vallée de l'Outaouais        | 400, boulevard Gréber Gatineau (Québec) J8R 0E1                    | 62.2M$                         |
| Verchères-Les-Forges         | 300, route Marie-Victorin C. P. 70 Baie-du-Febvre (Québec) J0G 1A0 | 75.9M$                         |

### Piratage informatique
Le 12 décembre 2020, Promutuel est victime d'une attaque informatique qui mène à la panne de son système informatique, dont son site web, et des données personnelles sont retrouvées sur le dark web. Plus d'un mois après l'événement, l'entreprise n'a toujours pas avisé ses clients, bien qu'un communiqué ait été sur le site web de l'entreprise.
Devant la durée de la panne, l'Autorité des marchés financiers du Québec suit le dossier afin de s'assurer que les clients de l'entreprise ne soient pas lésés. L'entreprise prévoit que ces services reviendront en ligne à la mi-février 2021.